# Battaglia di Stångebro
La battaglia di Stångebro, o la battaglia di Linköping, ebbe luogo a Linköping, in Svezia, il 25 settembre 1598 e pose fine all'unione personale tra la Svezia e la Confederazione polacco-lituana, che esisteva dal 1592. In la battaglia un esercito di circa 8 000-12 000 comandati dal duca Carlo sconfissero una forza mista di circa 5 000-8 000 uomini costituita da un esercito invasore di mercenari al servizio del re e dalle forze di nobili svedesi di supporto diversificate ma scarsamente coordinate comandate dal re di Svezia e della Confederazione polacco-lituana Sigismondo III Vasa, che agiva per mantenere e ripristinare il suo personale unione contro le forze anticattoliche nella Svezia luterana. Il generale del re svedese Constantin combatté sul ponte occidentale.
La battaglia fu l'inizio delle guerre polacco-svedese di sette decenni, che alla fine misero fine alla Confederazione polacco-lituana, all'epoca, probabilmente il più grande stato nazionale d'Europa. Come la Guerra dei Trent'anni che coinvolse anche la Svezia, sotto la superficie, le lotte dinastiche erano saldamente radicate nel conflitto religioso tra protestanti e cattolici romani durante le guerre di religione europee in corso.
Sigismondo fu catturato durante la battaglia, ma come capo di stato, ebbe il permesso di tornare nella Confederazione polacco-lituana. Aveva provocato la guerra civile violando la sua promessa di non interferire in questioni religiose e di promuovere la causa cattolica in Svezia.

## Antefatto
Quando il re Giovanni III di Svezia morì nel 1592, suo figlio Sigismondo ereditò il trono, nonostante la sua educazione cattolica e nonostante fosse già re di Polonia-Lituania. Tuttavia, gli fu rifiutata l'incoronazione a meno che non avesse accettato le condizioni di una convenzione clericale a Uppsala, rendendo la Svezia decisamente protestante. Il dibattito fu risolto nel 1594 e fu proclamata la libertà di religione, sebbene solo i protestanti potessero detenere alte cariche. La nobiltà svedese ha anche cercato maggiore libertà e privilegi. Non furono concessi questi, ma in assenza del re, che trascorse la maggior parte del suo tempo in Polonia, la Svezia doveva essere retta congiuntamente dal consiglio di governo, il Riksråd, e dallo zio di Sigismondo, il duca Carlo. Al Riksdag di Söderköping, convocato contro la volontà del re, il duca Carlo fu eletto reggente in assenza del re. Questo fu protestato da Sigismondo e da quei nobili a lui fedeli (per lo più trovati in Finlandia dopo che il governatore del re, Klaus Fleming, aveva represso una rivolta contadina lì).
Il duca Carlo cercò di porre fine al conflitto con mezzi militari, ma ottenne scarso sostegno da parte del Riksråd. I nuovi Riksens ständer che convocò ad Arboga nel 1597 - ancora una volta nonostante gli ordini del re - videro pochi partecipanti e solo uno dei consiglieri del Riksråd. Sebbene non avesse ricevuto nessun sostegno per l'azione militare, la iniziò comunque. La Svezia meridionale fu conquistata e diversi consiglieri fuggirono in Polonia per convincere Sigismondo a reagire.
Durante l'estate del 1598, la flotta di Sigismondo riprese Kalmar e proseguì verso nord. La forza vinse una battaglia contro le truppe del Duca Carlo a Stegeborg, ma presto si trovò accerchiata e si ritirò a Linköping. Il sostegno su cui Sigismondo aveva contato dal popolo svedese si concretizzò in una certa misura, dividendo le forze armate svedesi in due frazioni ostili.

## La battaglia
Stångebro è un'area intorno a due vecchi ponti sul fiume Stångån, Stora Stångebro e Lilla Stångebro. Oggi è una parte centrale di Linköping, ma nel XVI secolo la città non si estendeva a est del fiume. Quando le forze del duca Carlo si avvicinarono da est la mattina del 25 settembre, l'esercito di Sigismondo si lanciò fuori dalla città e le incontrò su questi ponti. Una fitta nebbia era fondamentale per nascondere i movimenti delle truppe ai rispettivi nemici. Entrambi gli eserciti includevano piccole sezioni di cavalleria.
Il duca fu il primo ad attaccare. Vinse rapidamenrte a Stora Stångebro e trasferì le sue truppe a Lilla Stångebro, dove le forze di Sigismondo avevano raggiunto la sponda orientale e difeso una buona posizione. Le forze del duca si ritirarono su una collina, dove seguirono aspri combattimenti. La cavalleria di Sigismondo non si impegnò in questa lotta, che portò a una certa vittoria per il duca Carlo.
A questo punto Sigismondo chiese una tregua, che fu accettata. Secondo la propaganda del duca Carlo, le sue perdite erano leggere, solo circa 40 morti e poco più di 200 feriti mentre il re Sigismondo perse 2 000 soldati, molti dei quali annegati nel fiume mentre si ritiravano.

## Conclusione

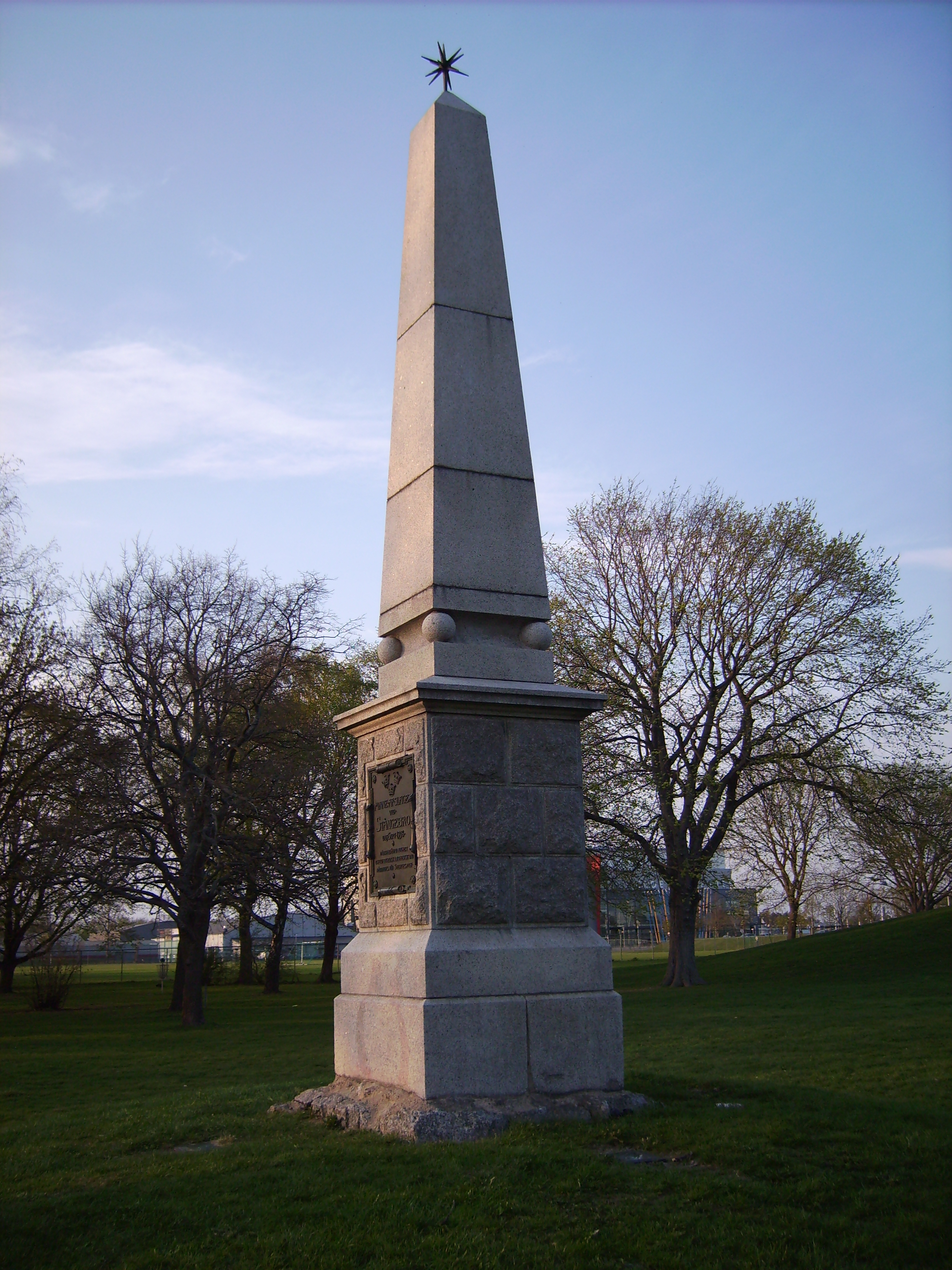
Il monumento commemorativo della battaglia di Stångebro a Linköping

Nei negoziati dopo la battaglia, Carlo chiese a Sigismondo di mandare a casa le sue truppe e di arrendersi ai membri del Riksråd a lui fedeli, e che il re stesso rimanesse per assistere allo Riksens ständer. Sigismondo scelse invece di lasciare il paese, tornando in Polonia, ma abbandonando i membri del Consiglio della Corona in questione.
Ben presto, solo Kalmar riamse sotto il controllo dei sostenitori del re. Quando cadde il 12 maggio 1599, il duca Carlo aveva il controllo dell'intero paese. Quando, nel 1600, chiese allo Riksens ständer a Linköping di sostenerlo come reggente, fu proclamato re. Tuttavia, non iniziò a usare il titolo da solo, sotto il nome di Carlo IX, fino al 1603. Questo Riksens ständer nominò anche un tribunale per giudicare quegli aristocratici che avevano combattuto con Sigismondo nella battaglia. Otto furono condannati a morte; cinque delle esecuzioni sono state eseguite. Questo evento, nella piazza principale di Linköping il 20 marzo 1600, è noto come Bagno di sangue di Linköping.
Con la perdita della corona svedese da parte di Sigismondo, l'unione polacco-svedese fu sciolta. È emerso un profondo conflitto tra Svezia e Polonia; le nazioni si sarebbero scontrate molte volte durante la guerra polacco-svedese, per non essere risolta fino alla Grande Guerra del Nord. Inoltre, la maggior parte dei rimanenti elementi cattolici della società svedese furono spazzati via e la Svezia divenne uno dei principali sostenitori del protestantesimo, non meno importante durante la Guerra dei Trent'anni.
Un monumento di nove metri fu eretto nel 1898 sul campo di battaglia, immediatamente a est del fiume e vicino al campo sportivo di Stångebro.